# Бум, Эмле
Эмле Бум (фр. Hemley Boum; род. 1973, Дуала, Камерун) — камерунская и французская писательница. Лауреат Литературной премии чёрной Африки (2015) и Премии имени Амаду Курума (2013).

## Биография
Родилась в 1973 году в Дуале. Защитила степень магистра в области социальных наук в Католическом университете Центральной Африки в Яунде. После прослушала курс по внешней торговле в Католическом университете Лилля и получила диплом в области маркетинга и качества в Высшей школе Лилля. По возвращении в Дуалу, в течение семи лет работала в международной компании. Затем снова переехала во Францию. В настоящее время живёт в городке Моль под Парижем, вместе с мужем и двумя детьми.
В 2010 году издала свою первую книгу «Клан женщин», в которой рассказывается о полигамии в африканской деревне начала XX века. Вторая книга «Влюбиться…» стала одной из десяти книг, удостоенной в 2013 году премии имени Амаду Курума на Международной книжной ярмарке в Женеве. Третья книга Бум «Макикарды», изданная в 2015 году, принесла ей международную известность. В том же году писательница получила Литературную премию чёрной Африки и премию Этьофиль.

## Сочинения
- «Клан женщин» (фр. Le Clan des femmes, 2010)
- «Влюбиться…» (фр. Si d'aimer…, 2012)
- «Макикарды» (фр. Les Maquisards, 2015)
- «Дни приходят и уходят» (фр. Les jours viennent et passent, 2019)
- «Мечта рыбака» (фр. Le Rêve du pêcheur, 2024)